# 塞尔耶

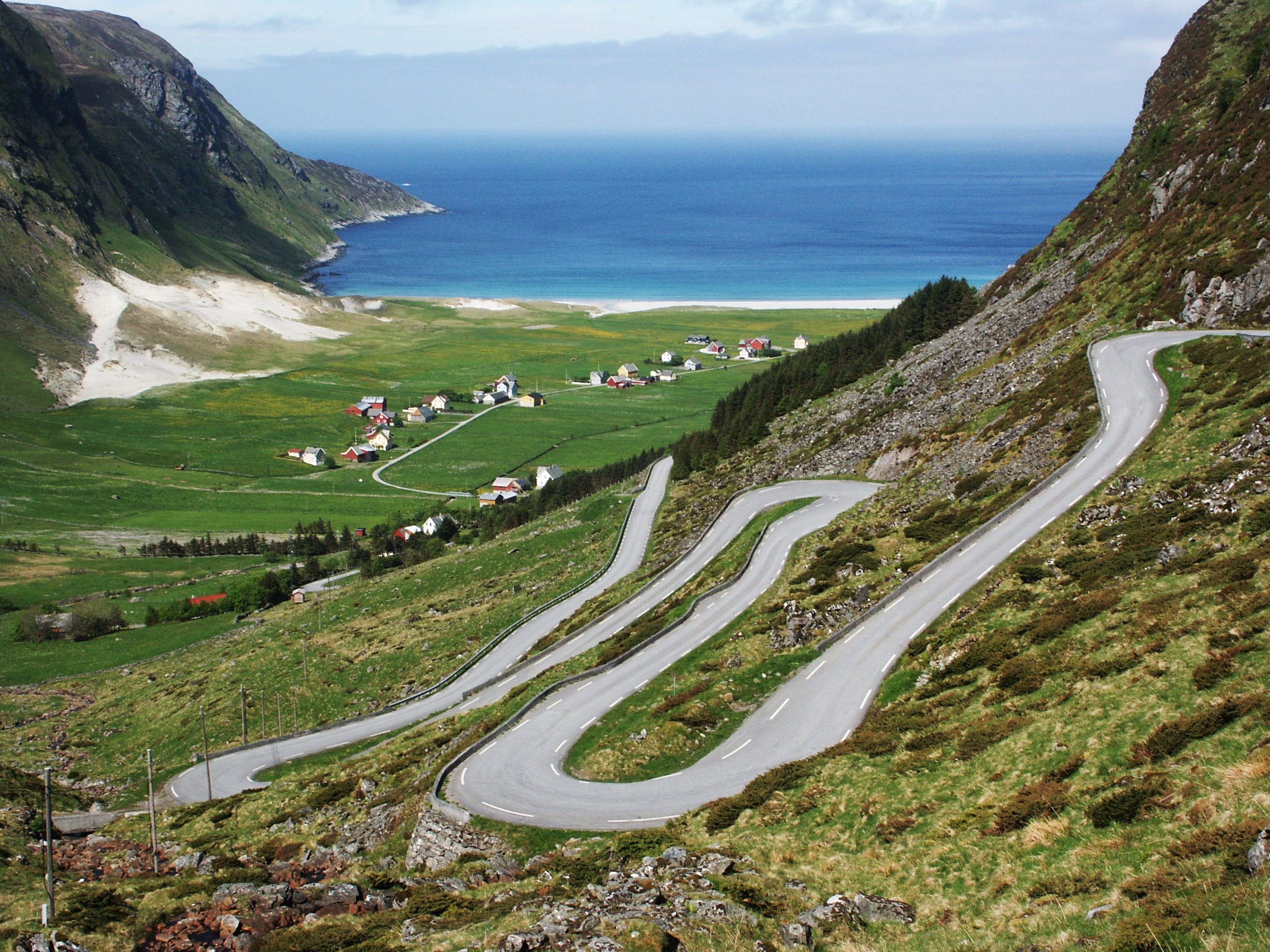
塞尔耶风景

塞尔耶（挪威語：Selje）是挪威已撤銷的市镇，位于原松恩-菲尤拉讷郡的西北端，存在於1838年至2020年間。面积226平方公里，2004年人口3,050人。其大部分区域位于斯塔德岛及周边。塞尔耶是挪威最早的三个主教之一，另两个为奥斯陆和尼达罗斯。后来教区移到了卑尔根，修士接管了教堂，之后被海盗毁于1536年。如今在岛上依然可以看到教堂和修道院的废墟。